# Affektgemination
Affektgemination (lat. affectus „Gemütseindruck, Leidenschaft“ und geminatio „Verdoppelung“; auch expressive Gemination) liegt vor bei einer Verdoppelung von Silben in der Kindersprache (Mama, Papa, Dada). Die expressive Gemination ist ebenso wie die Wortverdopplung eine Spezialform  der Reduplikation.